# Gesshū Ogawa
Pour les articles homonymes, voir Ogawa.
Gesshū Ogawa (小川 月舟, Ogawa Gesshū, 1891-1967) est un photographe japonais, lauréat de l'édition 1960 du prix de la Société de photographie du Japon  dans la catégorie « Contributions remarquables ».